# Naučná stezka Křemešník
Naučná stezka Křemešník je naučná stezka spojující zajímavá místa v okolí Křemešníka.

## Historie
Předchůdce současné naučné stezky byl vybudován v roce 2001, kdy se na Křemešník umístilo 8 lavic se stoly. V roce 2004 pak vznikla definitivní podoba stezky, kdy přibyly informační tabule a další dvě zastavení – u myslivny Korce a u Stříbrné studánky. Ke slavnostnímu otevření 3 km dlouhé cesty došlo v září téhož roku.
Po většinu cesty kopíruje přírodní rezervaci Křemešník. Cílem stezky je seznámit lidi s přírodou a kulturou na Křemešníku a také seznámit návštěvníky s přírodním prostředím.

## Trasa

### Lesní statek královského města Pelhřimov
V roce 1144 získal lesy v okolí Pelhřimova od knížete Vladislava II. pražský biskup. Centrum této [državy bylo umístěno do Červené Řečice. Ve 13. a 14. století pod něj spadalo celé Pelhřimovsko i s městem. Od roku 1415 však už nepatřilo církvi. Po husitských válkách byly državy rozděleny na dvě části, které postupně měnily majitele. Na konci 16. století od Karla z Říčan pozemky odkoupilo město.
Hospodaření v lesích nemělo ze začátku pravidla, byly užívány nahodile. Stav lesa byl pokládán za daný přírodou. Kvalita lesů v té době tedy zřejmě nebyla veliká. Na základě dochovaných zápisů můžeme říci, že se jednalo především o jehličnaté lesy (smrkové a jedlové), ale větší množství bylo i listnatých. Les se využíval k pastvě dobytka a lovu zvěře. V 17. století roste potřeba a cena dřeva, ale změny v hospodaření s lesy přicházejí až v 18. století, v době tereziánských a josefínských reforem. Na počátku 19. století se město rozhodlo nechat vypracovat plán lesů se zhodnocením stavu. Vypracováním byl v letech 1828-1830 pověřen František Oppel, který vypracoval rozsáhlou systemizaci lesů královského města Pelhřimova, v níž vyhodnotil přírodní podmínky jako vhodné pro smrk, jedli, buk a břízu, níže také pro borovici. V roce 1888 byla dostavěna železnice Tábor-Jihlava vedená přes Pelhřimov. Ve stejné době se novým vedoucím lesního úřadu stal Gustav Peikert.
Dne 1. ledna 1950 se lesy staly majetkem státu, který v nich hospodařil do roku 1991. Lesům se během té doby nevyhnulo používání nových pracovních postupů, mechanizace, využívání chemie, ale také prosazování nevhodných metod hospodářství. Od 1. června 1991 jsou opět majetkem města, které pro jejich správu zřídilo organizaci Městská správa lesů Pelhřimov s.r.o.

### Kulturní památky a zajímavosti trasy
- Kaplička Nejsvětější Trojice

Barokní kaplička Nejsvětější Trojice se nachází nedaleko kostela Nejsvětější Trojice. Vystavěna byla asi v roce 1689 nad pramenem. Jedná se o architektonicky nevýraznou stavbu s půlkruhovým portálem a trojúhelníkovým štítem s reliéfem Křest Páně v Jordánu od Františka Bílka. V roce 1896 prošla opravou, při níž v kapličce přibyly sochy sv. Josefa a sv. Anny. V roce 1939 pak byla doplněna železnou mříží. Uvnitř najdeme kamenný oltář, pod kterým se nachází studánka.
- Zázračná studánka

Kdy studánka vznikla není známo, první písemné zmínky pochází z let 1763 a 1782. Jedná se o periodický pramen, který někdy vyvěrá už na podzim, nejčastěji však na Vánoce a přestává téct v letních měsících (červen, červenec). Navíc nikdy nezamrzá. Pravděpodobně je spojen s pramenem ve studánce "U Buku" na druhé straně kopce.
První velký příliv návštěvníků zaznamenala studánka krátce po třicetileté válce. Právě Zázračná studánka pravděpodobně stála za vznikem poutí na Křemešník. V polovině 19. století, kdy v českých zemích řádila cholera, sem přišli desetitisíce lidí. Také se dochovaly záznamy o vyvážení vody do Hradce Králové, Kutné Hory a dalších míst.
Po provedení chemické rozboru se zjistilo, že zdejší voda je velmi čistá, chudá na minerály a slabě radioaktivní. Navíc obsahuje nepatrné množství stříbra.
- Křížová cesta

Vede od poutní studánky ke kostelu Nejsvětější Trojice. Vystavěna byla roku 1947 podél staré pěšiny, u které původně cihlové kapličky nahradili žulové. Autorem obrazů v kapličkách je Raimund Ondráček z Pelhřimova.
- Poustevna
- Kostel Nejsvětější Trojice
- Větrný zámek
- Myslivna Korce
- Stříbrná studánka
- Ivaniny rybníčky
- Studánka "U Buku"

Studánka U Buku je údajně propojena se Zázračnou studánkou, která se nachází na druhé straně kopce, a stejně jako ona má periodický pramen. To má pravděpodobně souvislost s níže položeným pramenem. V roce 1876 zaslal korecký revírník Farka vodu do Prahy k rozboru, který ukázal, že i zde voda obsahuje sloučeniny stříbra. V roce 1900 je uváděna jako roubená, současnou podobu má od roku 2001. Jméno dostala podle buku, jenž u níž v minulosti rostl.